# شیخ علی‌خان (کوهرنگ)
شیخ علی‌خان، روستایی از توابع بخش مرکزی شهرستان کوهرنگ در استان چهارمحال و بختیاری است.

## آبشار شیخ علیخان
آبشار شیخ علیخان که به آبشار مینیاتوری ایران شهرت دارد، در این روستا قرار دارد.

## جمعیت
این روستا در دهستان شوراب تنگزی قرار دارد و براساس سرشماری مرکز آمار ایران در سال ۱۳۸۵، جمعیت آن ۲۰۴ نفر (۴۹خانوار) بوده‌است.